# Black Lives Matter
Black Lives Matter (forkortet BLM) og hashtagget #BlackLivesMatter - et engelsk udtryk, som på dansk kan oversættes til, Sorte liv betyder noget - er en international menneskerettighedsbevægelse, der startede i det afroamerikanske samfund i USA. Bevægelsen fører kampagner mod vold og strukturel racisme overfor sorte mennesker. I USA afholder BLM protestmøder, hvor der protesteres over politibrutalitet og politiets drab på sorte mennesker, og mere overordnede problemstillinger som raceprofilering og racediskrimination i det amerikanske retssystem. Sin hidtil største udbredelse nåede bevægelsen efter George Floyds død i forbindelse med en brutal politianholdelse, hvor der var protester i mere end 700 amerikanske byer, og protesterne spredte sig internationalt til mange andre lande, herunder Danmark.

## Historie
Bevægelsen blev skabt i USA i 2013 af tre sorte kvinder via hashtagget #BlackLivesMatter som reaktion på sagen om den 17-årige sorte amerikaner Trayvon Martin, som blev skudt i Florida. Bevægelsen udviklede sig hurtigt til protester og demonstrationer over hele landet. Siden har den afholdt talrige demonstrationer rettet mod en række afroamerikaneres død i politiets varetægt.
I et interview med The Real News Network i 2015 fortæller en af bevægelsens grundlæggere, den sort kvinde Patrisse Cullors (en), at BLM bl.a er "trænede marxister". Det samme blev konstateret i 2018, da Cullors udtalte at BLM "står på skuldrene af De Sorte Pantere, American Indian Movement (en), Young Lords (en), Brown Berets (en) og andre regnbue-bevægelser i 1970erne"
På blog-siden Medium i 2016, har BLM-bevægelsen skrevet et indlæg, hvor de støtter Fidel Castros kommunistiske regime på Cuba. Dette skete fordi man fra 1984 og frem til nu, husede den BLM ideologisk ligesindet Assata Shakur, der var medlem af terror-organisationen Black Liberation Army (en) og i 1973 blev dømt for mordet på en politibetjent i Turnpike, New Jersey. Shakur er i dag på FBIs Most Wanted Terrorist liste med sit borgerlige navn JoAnne Deborah Chesimard.
I 2020 fik bevægelsen atter stor opmærksomhed under en række protester i forbindelse med George Floyds død, da han blev brutalt anholdt af politiet i Minneapolis 25. maj 2020. Det førte til en af de største protestbølger, USA har oplevet i årtier, hvor amerikanere i flere uger i træk protesterede og marcherede i mere end 700 små og store byer.
Bevægelsen har spredt sig internationalt til 16 lande, heriblandt Danmark. Den 5. september 2020 valgte spillerne på Danmarks fodboldlandshold at udtrykke deres støtte til organisationen ved at knæle før kampstart mod Belgien.

## Black Lives Matter Denmark
I 2016 arrangerede to afrodanskere, Mary Consolata Namagambe og Sade Y. Johnson, en demonstration under navnet Black Lives Matter i Danmark foranlediget af skuddrabet på den 37-årige sorte amerikaner Alton Sterling i Baton i USA. De perspektiverde også demonstrationen til den samtidige situation med mange afrikanske bådflygtninge, der druknede i Middelhavet på deres vej mod Europa. Efterfølgende henvendte en tredje kvinde, Bwalya Sørensen, sig til arrangørerne og spurgte, om de ville være med til at oprette en mere permanent bevægelse Black Lives Matter Denmark. De takkede nej, men ønskede Bwalya Sørensen held og lykke med initiativet. Bwalya Sørensen har siden været talsperson og den centrale person i den danske del af bevægelsen, der især engagerer sig i sager om udviste kriminelle udlændinge, tvangshjemsendelse af afviste asylansøgere og familierne på udrejsecenter Sjælsmark.
Black Lives Matter Denmark afholdt i juni 2020 en række store demonstrationer mod racisme og politivold. Demonstrationerne fulgte i kølvandet på de store protester i USA efter George Floyds død. En demonstration i København 7. juni 2020 samlede 15.000 deltagere. Bwalya Sørensens retorik har siden tiltrukket sig stor opmærksomhed, og hendes konfrontatoriske stil har delt vandene, hvor nogle sympatisører med bevægelsen har taget afstand fra Sørensens udtalelser, mens andre udtrykker forståelse for hendes stil og kompromisløshed.
Den 17. juni 2020 meddelte nogle initiativtagere, at de agtede at stifte foreningen Afro Danish Collective som et alternativ til Black Lives Matter Danmark, med samme grundlæggende formål, men en mere afdæmpet linje. Bwalya Sørensen hilste initiativet velkommen og mente, at de to organisationer henvendte sig til forskellige målgrupper.